# 普热米斯尔·奥托卡二世

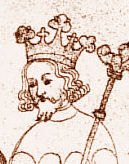
普热米斯尔·奥托卡二世

普热米斯尔·奥托卡二世（Přemysl Otakar II.；1230年—1278年8月26日），波希米亚国王（1253年－1278年在位）。他在位时期是波希米亚最强大的时代，被譽為「鐵金國王」（Iron and Golden King，又譯成「鐵與金之王」：鐵喻指他兵強、金喻指他財大）或「大帝」，也被同時代的但丁在《神曲》中，描述為「當代最偉大的人物之一」。
普热米斯尔·奥托卡二世为瓦茨拉夫一世国王之子。他在即位后实行一系列加强王权和军队的改革，统一度量衡并接纳德国人向波希米亚移民；他也促進貿易發展，大興土木建設城市，制訂律法、強化治安。在普热米斯尔·奥托卡二世统治下，国家边境扩张至亚得里亚海北岸，囊括了奥地利（1251年起）、施蒂里亚（1261年起）、克恩滕（1269年起）和卡尼鄂拉，暂时还包括匈牙利。这些领地大多数兼并自覆灭的霍亨斯陶芬王朝的地产。波希米亚成为中欧最强盛的国家之一，同时又是神圣罗马帝国最强大的诸侯（也是七大选帝侯中唯一的大诸侯）。普热米斯尔·奥托卡二世参加了条顿骑士团对波罗的海地区立陶宛人和普鲁士人的远征，1255年建立的克拉洛维茨（源于捷克语国王一词，即今日的加里宁格勒）是为纪念他而命名的。

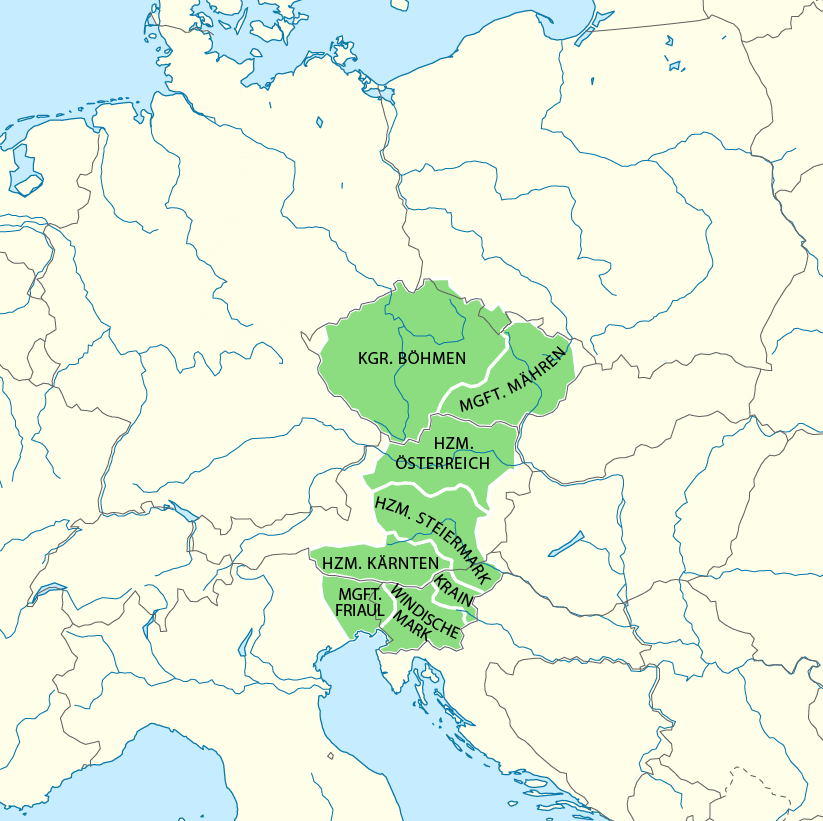
普热米斯尔·奥托卡在1269-1276年間的極大領土，但因1275年他大敗給新任的神聖羅馬皇帝鲁道夫一世率領的諸侯聯軍，遂於1276年割讓奧地利與周遭領土給魯道夫一世，領地倒退回北部的兩個綠色區塊──波希米亞和摩拉維亞

在大空位时代即将结束之时，普热米斯尔·奥托卡二世参加了神圣罗马帝国皇位的竞争。其他竞争者包括卡斯蒂利亚国王阿方索十世、法国国王腓力三世和哈布斯堡家族的鲁道夫伯爵（即后来的国王鲁道夫一世）。由于教皇格里高利十世及居心叵测的德意志诸侯的支持（他们都希望看到一个软弱的皇帝，又不希望德意志与外国合并），哈布斯堡家族的鲁道夫当选为罗马人民的国王，普热米斯尔·奥托卡二世遭到失败。
在鲁道夫一世当选后，普热米斯尔·奥托卡二世拒绝做封建采邑宣誓，导致前者在1274年11月于纽伦堡召开的帝国会议上对他提出控告。在普热米斯尔·奥托卡二世3次拒绝出席重新分配采邑的帝国会议（这些会议可能会剥夺他的大多数地产）后，鲁道夫一世决定开战。德意志诸侯不愿看到一个非德国人成为皇帝又惧怕波希米亚势力的强大，而教皇由于自己的目的也宣布支持鲁道夫一世。反对国王集权的波希米亚封建领主们趁火打劫。普热米斯尔·奥托卡二世四面受敌；这时奥格斯堡帝国议会又将他废黜。在1275年的战争中失利后，普热米斯尔·奥托卡二世不得不放弃对奥地利、施蒂里亚和卡尼鄂拉的统治权（1276年）。1278年8月26日，普热米斯尔·奥托卡二世在摩拉维亚与鲁道夫一世发生决战（杜恩克魯特戰役），后者的军队中包括德国诸侯及匈牙利国王拉斯洛四世的士兵。普热米斯尔·奥托卡二世在战斗中阵亡。他的领地除捷克本土外几乎全部落入哈布斯堡家族手中。
2005年6月捷克票選「最偉大的捷克人」（Největší Čech）中，他排名第16。

## 家庭
1252年，奧托卡二世與巴本堡的瑪格麗特結婚，兩人共有1子2女：
1. 康胡塔（英语：Kunigunde of Bohemia）（1265年—1321年），馬佐夫舍波列斯瓦夫二世公爵夫人
2. 阿格尼絲（1269年—1296年），奧地利魯道夫二世公爵夫人
3. 瓦茨拉夫（1271年—1305年）

此外，奧托卡二世與情婦庫恩林的阿格尼絲亦有一名私生子米庫拉斯一世。